# Cayeux-en-Santerre

Cayeux-en-Santerre este o comună în departamentul Somme, Franța. În 1 ianuarie 2022 avea o populație de 123 de locuitori.